# Нижнекардаильский
Нижнекардаильский — хутор в Новониколаевском районе Волгоградской области, в составе Куликовского сельского поселения.
Население — 91 (2010)

## История
Предположительно основан во второй половине XIX века. Хутор входил в юрт станицы Урюпинской Хопёрского округа Земли Войска Донского (с 1870 — Область Войска Донского). Согласно Списку населённых мест Области Войска Донского в 1873 году на хуторе Нижне-Кардаильском проживали 70 мужчин и 66 женщин
Согласно переписи населения 1897 года на хуторе проживали 155 мужчин и 159 женщин. Большинство населения было неграмотным: из них грамотных мужчин — 56, грамотных женщин — 2.
Согласно алфавитному списку населённых мест Области Войска Донского 1915 года земельный надел хутора составлял 2611 десятин, проживало 200 мужчин и 201 женщин, имелось хуторское правление и приходское училище. Хутор обслуживала Урюпинская почтово-телеграфная контора.
С 1928 года в составе Новониколаевского района Хопёрского округа (упразднён в 1930 году) Нижне-Волжского края (с 1934 года — Сталинградского края,. В 1935 году включён в состав Бударинского района Сталинградского края (с 1936 года Сталинградской области, с 1954 по 1957 год район входил в состав Балашовской области). В 1960 году в связи с упразднением Бударинского района хутор Нижнекардаильский вновь включён в состав Новониколаевского района

## География
Хутор находится в лесостепи, в пределах Хопёрско-Бузулукской равнины, являющейся южным окончанием Окско-Донской низменности, на правом берегу реки Кардаил, напротив хутора Киквидзе. Центр хутора расположен на высоте около 100 метров над уровнем моря. Почвы — чернозёмы обыкновенные.
Через хутор проходит автодорога Куликовский - Киквидзе - Хопёрский. По автомобильным дорогам расстояние до областного центра города Волгоград составляет 320 км, до районного центра посёлка Новониколаевский — 42 км, до административного центра сельского поселения хутора Куликовский - 16 км. Ближайшая железнодорожная станция Ярыженская расположена в хуторе Куликовский.
Часовой пояс
Нижнекардаильский, как и вся Волгоградская область, находится в часовой зоне МСК (московское время). Смещение применяемого времени относительно UTC составляет +3:00.

## Население
Динамика численности населения по годам:
| 1873 | 1897 | 1915 | 1987 |
| ---- | ---- | ---- | ---- |
| 136  | 314  | 401  | ≈190 |

| 2010 |
| ---- |
| 91   |